# Xanthodaphne levis
Xanthodaphne levis é uma espécie de gastrópode do gênero Xanthodaphne, pertencente a família Raphitomidae.